# Новгородская летопись Дубровского
Новгородская летопись Дубровского (Новгородская четвёртая летопись по списку Дубровского) — русская летопись XVI века, включающая Новгородский летописный свод 1539 года.

## Текстология и содержание
Известна в одном списке конца XVI — начала XVII веков. Тесно связана с Новгородской Уваровской летописью и предположительно имеет с ней общий источник, доведённый до 1505 года и рассматриваемый как первая редакция Новгородской летописи Дубровского. Основным источником Новгородской летописи Дубровского является Новгородская четвёртая летопись, дополнительным — московское общерусское (великокняжеское) летописание.
Новгородский свод 1539 года искажает даты 7006—7007 (1498—1499) годы, как 7000—7001 годы: «в лето 7000 шестого, декабря» ошибочно передано как «в лето 7000, 6 декабря». Эти годовые статьи передают рассказ об опале на сына Ивана III Василия. Некоторые чтения этого рассказа совпадают с рассказом в более поздних летописях, однако объяснение причин опалы иное. Приведены подробности заговора Василия, подозрительная роль его матери Софьи Палеолог. Предположительно, это текст из великокняжеского свода, который был составлен ранее полного оправдания Василия в 1502—1504 годов.
Первая часть Новгородской летописи Дубровского, близкая к Новгородской четвёртой летописи, содержит ряд дополнений. За период XIV века читается несколько сообщений о боярском роде Квашниных. Рассказ о Куликовской битве включает ряд текстов, которые отсутствуют в пространной редакции «Повести о Куликовской битве» в составе Новгородской четвёртой и Софийской первой летописях. Я. С. Лурье считал, что вариант Повести в Новгородской летописи Дубровского не может быть первоначальным: поскольку имеет вставной характер и противоречит основному тексту. Дополнительными в Повести версии Новгородской летописи Дубровского являются два известия об участии в Куликовской битве Ивана Родионовича Квашни, отсутствующие в других летописях. Лурье предполагал, что Новгородский свод 1539 года был составлен по поручению архиепископа (позднее митрополита всея Руси) Макария Андреем и Иваном Квашниными, которые служили «в Новгороде, у владыки». При составлении свода 1539 года, по Лурье, была составлена расширенная редакция Повести из Новгородской летописи Дубровского.
Заключительная часть Новгородской летописи Дубровского включает подробную и, предположительно, относительно раннюю версию «Повести о смерти Василия III» в 1533 году. Эта версия близка к читающейся в Софийской второй летописи по Воскресенскому списку, и, как предполагается, первоначальна по отношению к ней.
Согласно О. Л. Новиковой, Новгородский свод 1539 года использовал такие источники, как: «Краткий летописец новгородских владык», сборник новгородских сказаний и житий новгородских святых, Московский свод конца XV века, «Родословие великих князей Литовского княжества» и др.
Составитель свода уделял большое внимание истории новгородской владычной кафедры. По мнению А. Н. Насонова, составитель свода 1539 года предпринял попытку объединить интересы новгородской епархии с интересами великокняжеского стола. По мнению Новиковой, свод 1539 года представляет собой «парадный» владычный свод. Эта летопись продолжила традиции предшествующего новгородского летописания, но также отразила тенденции своего времени, поскольку была тесно связана с произведениями 1540-х годов.
Повесть о Куликовской битве в составе Новгородской летописи Дубровского содержит несколько вставок из «Сказания о Мамаевом побоище»: об «уряжении полков», выступлении «потаенного полка» Владимира Андреевича и Дмитрия Волынца и поисках Дмитрия после битвы.

## Влияние
Новгородский свод 1539 года отразился в Архивской летописи, преимущественно в её второй части, и в Отрывке русской летописи по Воскресенскому Новоиерусалимскому списку.

## Издание
- Полное собрание русских летописей. — 2-е изд. — Л., 1925—1929. — Т. 4, ч. 1, вып. 2—3. — С. 471—579 (только начало летописи до 1447 года; издано в вариантах к Строевскому списку Новгородской четвёртой летописи).